# Afrikaspiele 2011/Tennis
Bei den Afrikaspielen 2011 in Maputo wurden vom 11. bis 17. September 2011 sechs Wettbewerbe im Tennis ausgetragen.

## Herren

### Einzel
| Platz | Land     | Spieler               |
| ----- | -------- | --------------------- |
| 1     | Simbabwe | Takanyi Garanganga    |
| 2     | Ägypten  | Sherif Sabry          |
| 3     | Uganda   | Duncan Kasumba Mugabe |
| 3     | Nigeria  | Candy Idoko           |

### Doppel
| Platz | Land     | Spieler                          |
| ----- | -------- | -------------------------------- |
| 1     | Nigeria  | Clifford Enosoregbe Onyeka Mbanu |
| 2     | Nigeria  | Candy Idoko Lawal Shehu          |
| 3     | Ägypten  | Karim Maamoun Sherif Sabry       |
| 3     | Simbabwe | Takanyi Garanganga Mark Fynn     |

### Mannschaft
| Platz | Land       | Spieler                                |
| ----- | ---------- | -------------------------------------- |
| 1     | Ägypten    | Karim Maamoun Sherif Sabry             |
| 2     | Madagaskar | Ando Rasolomalala Jacob Rasolondrazana |
| 3     | Nigeria    |                                        |

## Damen

### Einzel
| Platz | Land      | Spielerin       |
| ----- | --------- | --------------- |
| 1     | Tunesien  | Ons Jabeur      |
| 2     | Südafrika | Chanel Simmonds |
| 3     | Ägypten   | Mayar Sherif    |
| 3     | Tunesien  | Nour Abbès      |

### Doppel
| Platz | Land      | Spielerinnen                       |
| ----- | --------- | ---------------------------------- |
| 1     | Ägypten   | Magy Aziz Mayar Sherif             |
| 2     | Tunesien  | Ons Jabeur Nour Abbès              |
| 3     | Algerien  | Assia Halou Samia Medjahdi         |
| 3     | Südafrika | Natasha Fourouclas Chanel Simmonds |

### Mannschaft
| Platz | Land       | Spielerinnen                                      |
| ----- | ---------- | ------------------------------------------------- |
| 1     | Ägypten    | Ons Jabeur Nour Abbès                             |
| 2     | Ägypten    | Magy Aziz Mayar Sherif                            |
| 3     | Madagaskar | Hariniony Andriamananarivo Niriantsa Rasolomalala |

## Medaillenspiegel
| Platz | Land       | Gold | Silber | Bronze | Gesamt |
| ----- | ---------- | ---- | ------ | ------ | ------ |
| 01    | Ägypten    | 2    | 2      | 2      | 6      |
| 02    | Tunesien   | 2    | 1      | 1      | 4      |
| 03    | Nigeria    | 1    | 1      | 2      | 4      |
| 04    | Simbabwe   | 1    | —      | 1      | 2      |
| 05    | Madagaskar | —    | 1      | 1      | 2      |
| 05    | Südafrika  | —    | 1      | 1      | 2      |
| 07    | Algerien   | —    | —      | 1      | 1      |
| 07    | Uganda     | —    | —      | 1      | 1      |